# Jewhenija Barwińska
Jewhenija Barwińska (przed ślubem Lubowycz; ur. 20 grudnia 1854 r. we Lwowie – zm. 20 grudnia 1913, tamże) – ukraińska pianistka, dyrygentka chóru, działaczka społeczna.

## Biografia
Jewhenia Lubowycz urodziła się 20 grudnia 1854 roku we Lwowie (Królestwo Galicji i Włodzimierza, Austro-Węgry, obecnie obwód lwowski, Ukraina) w rodzinie Maksymiliana Lubowicza i Eleny ze Studińskich, kuzynki Kyryla Studińskiego.
Ukończyła instytut nauczycielski we Lwowie (1874). Gry na fortepianie uczyła się prywatnie, w szkole muzycznej Karola Mikulego. Organizator i kierownik chórów męskich i żeńskich w Tarnopolu (1882-1886). W latach 1891-1895 — dyrygent lwowskiego chóru towarzystwa „Bojan”. Promowała twórczość kompozytorów ukraińskich. To ona jako pierwsza zauważyła talent Solomii Kruszelnickiej.
Była żoną Oleksandra Barwińskiego. Dzieci: Bohdan, Wasyl.
Zmarła 20 grudnia 1913 roku we Lwowie. Została pochowana we Lwowie na cmentarzu Łyczakowskim.

## Źródła
- Криса Л., Фіголь Р. Личаківський некрополь. — Львів, 2006. — С. 140. — ISBN 966-8955-00-5.
- Мазепа Л. (ЕСУ/2) Барвінська Євгенія Максимівна //  Тернопільський енциклопедичний словник. редкол.: Г. Яворський та ін.. T. 1: А—Й. Тернопіль : Видавничо-поліграфічний комбінат «Збруч», 2004, s. 81. ISBN 966-528-197-6. (ukr.) Г. Яворський та ін. — Тернопіль : Видавничо-поліграфічний комбінат «Збруч», 2004. — Т. 1 : А — Й. — С. 81. — ISBN 966-528-197-6.
- Панчук І. Тернопільщина в іменах. Довідник. — Тернопіль : Підручники і посібники, 2006.